# Eisenberg (Korbach)

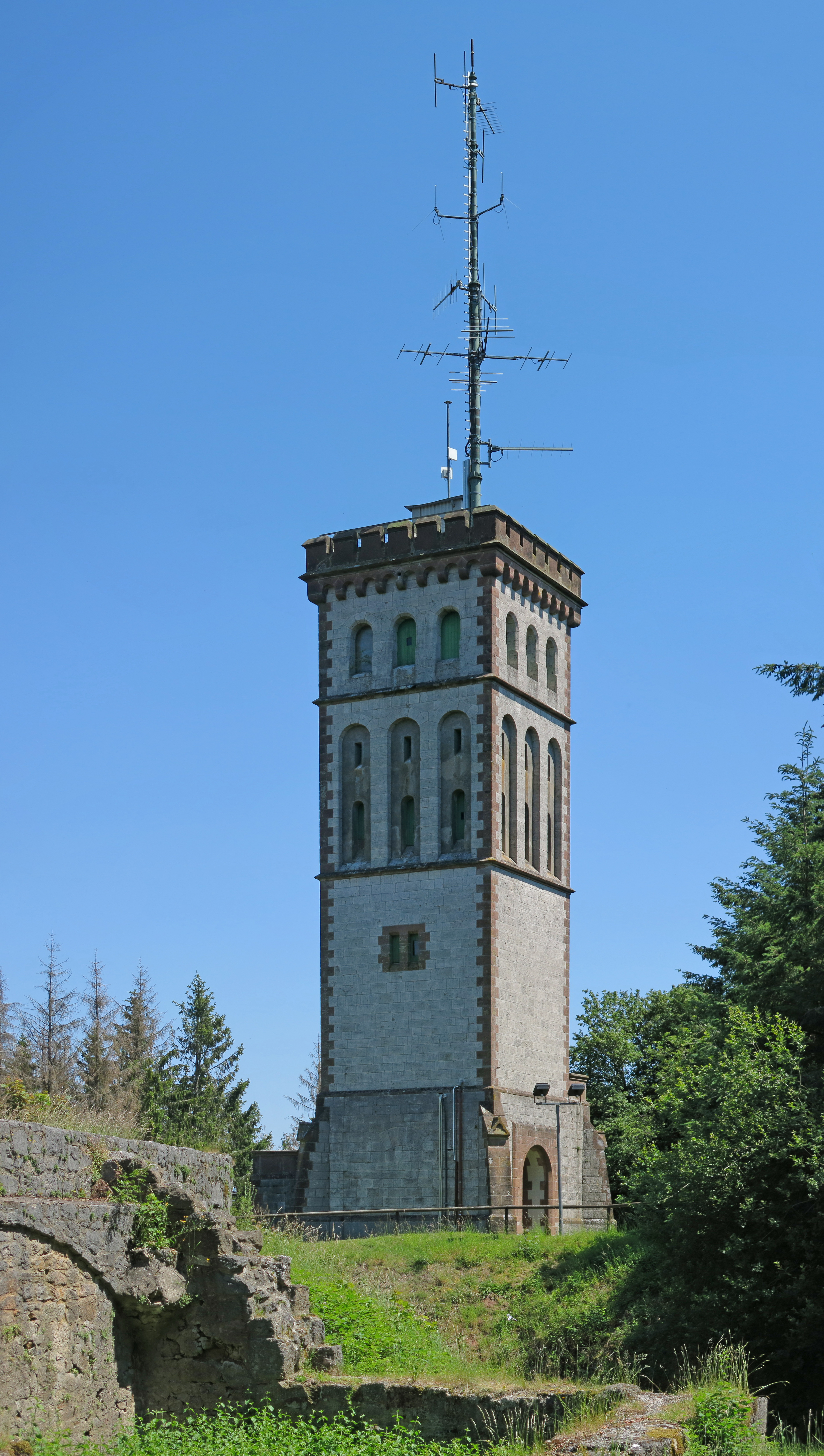
Georg-Viktor-Turm auf dem Eisenberg

Der Eisenberg bei Goldhausen im nordhessischen Landkreis Waldeck-Frankenberg ist ein 560 m ü. NHN hoher Berg am Ostrand des Ostsauerländer Gebirgsrandes zur Korbacher Ebene.
Der bewaldete Berg enthält ein Goldvorkommen. Auf seinem Gipfel befinden sich die Burgruine Eisenberg und der Aussichtsturm Georg-Viktor-Turm.

## Geographie

### Lage
Im Waldecker Land im Nordwestteil Nordhessens liegt der Eisenberg im äußersten Osten der unter dem Namen Ostsauerländer Gebirgsrand zusammengefassten Ostabdachung des Rothaargebirges und im äußeren Südosten des Naturparks Diemelsee. Er erhebt sich fast 200 m über die östlich angrenzende Korbacher Ebene, knapp 4 km (Luftlinie) südwestlich der Innenstadt Korbachs, zu dessen Stadtgebiet er gehört. Auf seinem Südwesthang breitet sich mit der Ortschaft Goldhausen ein südwestlicher Stadtteil aus, und am Südostfuß liegt der Stadtteil Nordenbeck. Südlich davon erhebt sich der Wiperich (423,3 m) mit dem jenseits davon gelegenen Stadtteil Ober-Ense und der westlich oberhalb davon befindlichen Quelle des Eder-Zuflusses Itter. Den Epper Pass nordwestlich des Eisenbergs flankiert deren Zufluss Marbeck, der im sich anschließenden Massiv des Wipperbergs (bis um 538 m) entspringt.

### Berghöhe
Der Eisenberg auf aktuellen topographischen Karten mit einer Höhe von 560,0 m eingezeichnet. In Umlauf ist auch die Höhenangabe 562 m, die sich vermutlich auf die Angabe „562,1 m“ im Messtischblatt 4718 (vormals 2730) Goddelsheim (insbesondere die Ausgaben von 1900 bis 1944) bezieht.

### Dominanz und Prominenz
Die Dominanz des Eisenbergs beträgt immerhin 6,0 km. So weit muss man sich mindestens von ihm entfernen, um an den Vorhöhen des am Widdehagen sogar 635 m hohen Vorderupländer Rückens, und zwar am Echternberg, dessen Höhe auf Messtischblatt 4618 Adorf mit 573,1 m angegeben war, an einen höher liegenden Geländepunkt zu kommen. Um auf der Wasserscheide zwischen Aar und unterer Orke, die exakt am Echternberg in die Eder-Diemel-Wasserscheide übergeht, diesen Höhenpunkt zu erreichen, muss man mindestens auf 448 m heruntergehen, die Scharte liegt rund 1 km nordwestlich des Eisenberggipfels, nah dem Wohnplatz Hängetal, am Epper Pass (siehe nächsten Abschnitt). Die Prominenz des Eisernbergs beträgt also 112 m.
Während der Vorderupländer Rücken im Norden liegt, muss man nach Westen sogar 8,9 km hinter sich bringen, um am Osthang der 594,4 m hohen Hardt an der Nordostabdachung der Hohen Seite Höhen von über 560 m zu erreichen. Nach Südosten, zum Kellerwald, muss man sogar 16,7 km hinter sich bringen, um am Nordhang des 626,4 m hohen Traddelkopfes eine höhere Stelle zu erreichen, zum Hohen Habichtswald im Ostnordosten sind es gar über 36 km.

### Naturräumliche Zuordnung
Der Eisenberg wurde in der naturräumlichen Gliederung 1:200.000 auf Blatt 111 Arolsen von 1963 in der naturräumlichen Haupteinheitengruppe Süderbergland (Nr. 33), in der Haupteinheit Ostsauerländer Gebirgsrand (332) und in der Untereinheit Grafschafter Bergland (332.5) zum Naturraum Eschenberg-Eisenbergrücken (mit Epper Paß) (332.50). Der Epper Pass als Teil-Naturraum bezeichnet hierbei die Verbindung von der Korbacher Ebene zur Medebacher Bucht entlang der Landesstraße 3083 über Eppe, die den Bergrücken im Nordwesten flankiert.

### Eschenberg-Eisenbergrücken
Der Eschenberg ist der Hauptberg des Naturraums und Höhenzugs Eschenberg-Eisenbergrücken, der sich von Nordosten bis Südwesten in drei Erhebungen unterteilt:
- Eisenberg (560,0 m)
- Teufelshohl (501,0 m)
  - Büddenberg (481,1 m)
- Eschenberg (535,0 m)

Nur der Eisenberg liegt im Naturpark Diemelsee. Der Teufelshohl ist ein Zwischengipfel, der vom Eisenberg aus über Goldhausen erreicht werden kann, ohne die 480-m-Höhenlinie zu unterschreiten, hat also eine Schartenhöhe von nur um 20 m. Sein Westriedel Büddenberg ist mit ihm durch eine Scharte auf etwa 465 m verbunden.
Der Eschenberg ist demgegenüber bereits ein recht eigenständiger Berg. Seine Scharte zum Teufelshohl und damit zum Eisenberg liegt auf etwa 468 m, was zu einer Prominenz von immerhin 67 m führt. Seine Dominanz zum Eisenberg beträgt etwa 3,3 km, die beiden Gipfel sind 3,7 km voneinander entfernt. Nach Nordnordwesten befindet sich bereits nach 3,5 km eine höhere Stelle am Wipperberg, nach Westnordwesten wird in 4,3 km Entfernung eine solche am Heimberg (537,8 m) erreicht.
Unweit von Eisen- und Eschenberg befinden sich im Norden des Goddelsheimer Feldes weitere Erhebungen, die orographisch gesehen Ausläufer der beiden Berge sind:
- Böhlen (495 m, Scharte zum Eschenberg auf etwa 468 m), Kamm südöstlich parallel zum Eschenberg
- Wiperich (423,3 m, Scharte zum Rücken auf etwa 418 m), südlich des Goldbergs
- Ensenberg (450,6 m, Scharte zum Rücken auf etwa 432 m), südlich des Wiperich

## Burgruine Eisenberg

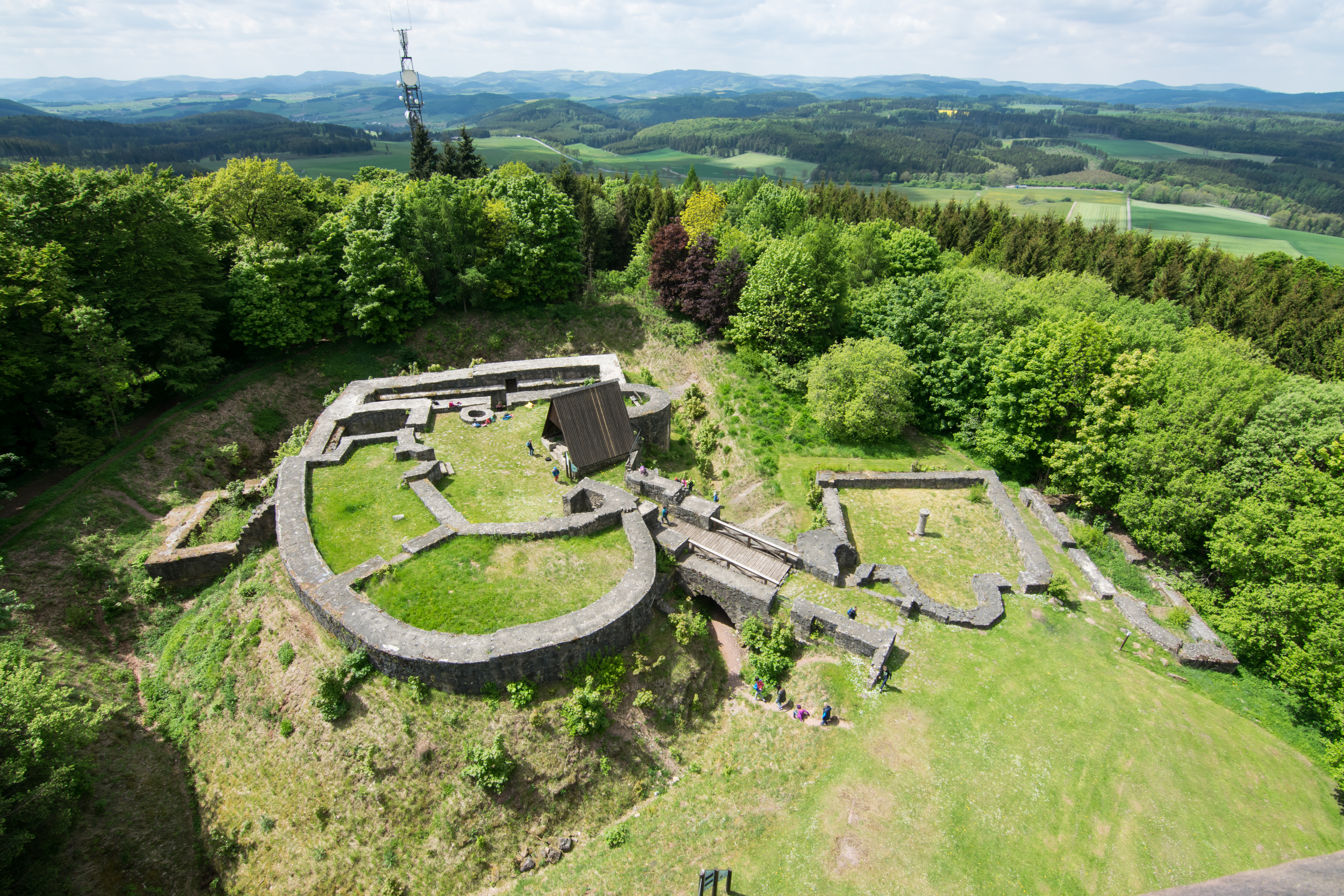
Burgruine Eisenberg

Auf dem Eisenberg liegt am Fuß des Aussichtsturms die Burgruine Eisenberg. Die Erbauer der im 13. Jahrhundert errichteten Höhenburg sind nicht bekannt. Urkundlich ist sie erstmals 1345 erwähnt. Vorhanden sind noch Grundmauern, Wall und Graben.

## Georg-Viktor-Turm
Neben der Burgruine steht auf dem Eisenberg der von dem waldeckschen Landesbaumeister Wilhelm Müller (1851–1928) erbaute, 22,5 m hohe Aussichtsturm Georg-Viktor-Turm. Er ist benannt nach dem Fürsten Georg Viktor zu Waldeck und Pyrmont und wurde am 3. Juni 1905 eingeweiht. Von seiner Aussichtsplattform blickt man in nordöstlicher Richtung auf Korbach, nach Osten zum Habichtswälder Bergland, nach Süden zu den Ederhöhen und zum Kellerwald, sowie nach Westen zum Rothaargebirge. Zudem schaut man auf die am Turmfuß befindliche Burgruine. Der Turm ist vom 15. April bis 31. Oktober täglich von 9 bis 19 Uhr geöffnet.

## Gold
Das Gold des Eisenbergs wurde schon im Mittelalter abgebaut, der Bergbau kam während des Dreißigjährigen Kriegs jedoch zum Erliegen. Einige Versuche der Wiederaufnahme der Förderung wurden im 20. Jahrhundert unternommen, doch blieben sie ohne Erfolg. Es werden noch etwa 10 Tonnen Gold im Berg vermutet, doch ist aufgrund der feinen Verteilung im Gestein ein Abbau unrentabel und würde massive Eingriffe in die Umwelt mit sich bringen. Die nahe dem Berg entspringenden Bäche (u. a. die Itter) tragen stark zur Goldhaltigkeit der Eder bei.
Weitere Informationen über Gold und Bergbau bieten das Besucherbergwerk am Eisenberg, das Wolfgang-Bonhage-Museum in Korbach und der auf dem Berg verlaufende Lehrpfad Goldspur Eisenberg.

## Sehenswertes und Kultur
Zu den Sehenswürdigkeiten und kulturellen Aspekten des Eisenbergs gehören:
- Burgruine Eisenberg
- Georg-Viktor-Turm (Aussichtsturm)
- Besucherbergwerk am Eisenberg zum Goldbergbau[9]
- Lehrpfad Goldspur Eisenberg[10]
- Wolfgang-Bonhage-Museum Korbach
- Eisenberger Lied[11]

## Verkehr und Wandern
Nordwestlich vorbei am Eisenberg führt die Landesstraße 3083 (Eppe–Lengefeld–Korbach) und südöstlich die L 3076 (Ober-Ense–Nordenbeck–Korbach). Beide Straßen verbindet etwa zwischen Lengefeld und Nordenbeck die nordöstlich vom Berg verlaufende Kreisstraße 57 und zudem die in Nordenbeck beginnende K 56 im Westen und Süden. Letztere führt durch Goldhausen, wo zum Berg führende Nebenstraßen abzweigen. Am und über den Berg verläuft der Lehrpfad Goldspur Eisenberg, direkt vorbei führen die Wanderwege Barbarossaweg, Waldecker Weg und Sauerland-Höhenflug.